# Fatima Zahra el-Alaoui
Fatima Zahra el-Alaoui (* 8. September 1998) ist eine marokkanische Leichtathletin, die sich auf den Hochsprung spezialisiert hat.

## Sportliche Laufbahn
Erste internationale Erfahrungen sammelte el-Alaoui bei den Juniorenafrikameisterschaften 2015 in Addis Abeba, bei denen sie mit einer Höhe von 1,65 m den siebten Platz belegte. Zwei Jahre später gewann sie bei den Juniorenafrikameisterschaften in Tlemcen mit übersprungenen 1,68 m die Silbermedaille, wie anschließend auch bei den Arabischen Meisterschaften in Radès mit 1,65 m hinter der Algerierin Yousra Araar. 2018 wurde sie bei den Afrikameisterschaften in Asaba mit neuer Bestleistung von 1,75 m Sechste. Im Jahr darauf gewann sie bei den Arabischen Meisterschaften in Kairo mit 1,73 m die Bronzemedaille hinter den Ägypterinnen Reham Hamdi Kamal und Basant Hassan. Anschließend gelangte sie bei der Sommer-Universiade in Neapel bis in das Finale, in dem sie mit 1,75 m den neunten Platz belegte. Ende August verbesserte sie bei den Afrikaspielen in Rabat ihre Bestleistung auf 1,78 m und belegte damit den sechsten Platz. 2022 gelangte sie bei den Islamic Solidarity Games in Konya mit 1,70 m auf Rang acht und kam in der 4-mal-100-Meter-Staffel nicht ins Ziel.
In den Jahren 2015 und 2019 wurde el-Alaoui marokkanische Meisterin im Hochsprung.

## Persönliche Bestleistungen
- Hochsprung: 1,78 m, 27. August 2019 in Rabat